# Медаль «У пам'ять 800-річчя Москви»
Меда́ль «У па́м'ять 800-рі́ччя Москви́» — ювілейна медаль, державна нагорода СРСР. Введена указом Президії Верховної Ради СРСР 20 вересня 1947 року в ознаменування 800-річчя від заснування міста Москви. Автори медалі — художники І. І. Дубасов та С. Л. Тульчинський.

## Опис
Медаль «У пам'ять 800-річчя Москви» має форму правильного круга діаметром 37 мм, виготовлена з міді.
На лицьовому боці медалі — профільне зображення голови засновника Москви Юрія Долгорукого. У нижній частині медалі по колу — напис «Основатель Москвы Юрий Долгорукий».
На зворотному боці медалі зображені Московський кремль, нижче — щит з серпом та молотом, знамено, зброя, лаврове гілля та дати «1147» и «1947». У верхній частині — напис: «В память 800-летия Москвы». Усі написи та зображення на медалі — випуклі.
Медаль за допомогою вушка і кільця з'єднується з п'ятикутною колодкою, обтягнутою шовковою муаровою стрічкою зеленого кольору шириною 24 мм з подовжніми стрічками: білою (зліва), чотирма білими і трьома червоними (справа).

## Нагородження медаллю
Ювілейною медаллю «У пам'ять 800-річчя Москви» нагороджувалися:
- робітники, інженерно-технічний персонал та службовці промислових підприємств, транспорту та міського господарства Москви;
- робітники науки, техніки, мистецтва, літератури, освіти та охорони здоров'я;
- робітники державних установ, партійних, профспілкових, комсомольських та інших громадських організацій, які відзначилися у проведенні робіт з реконструкції столиці СРСР та забезпечили своєю працею розвиток її промисловості, транспорту, міського господарства, наукових та культурно-просвітницьких установ;
- військовослужбовці, інваліди війни і праці;
- домогосподарки, що брали активну участь у благоустрої міста, шкіл та дитячих закладів.

Робітники нагороджувалися ювілейною медаллю за умови проживання у Москві або передмістях протягом щонайменше 5 років.
Нагородження медаллю проводилося за поданням виконавчих комітетів районних Рад депутатів на основі документів, що видавалися керівництвом підприємств, установ, партійних та радянських організацій.
Медаль носиться на лівій стороні грудей, за наявності в нагородженого інших медалей СРСР розташовується після медалі «50 років радянській міліції».
Станом на 1 січня 1995 року медаллю «У пам'ять 800-річчя Москви» було проведено приблизно 1 733 400 нагороджень.